# Фортеця Малага

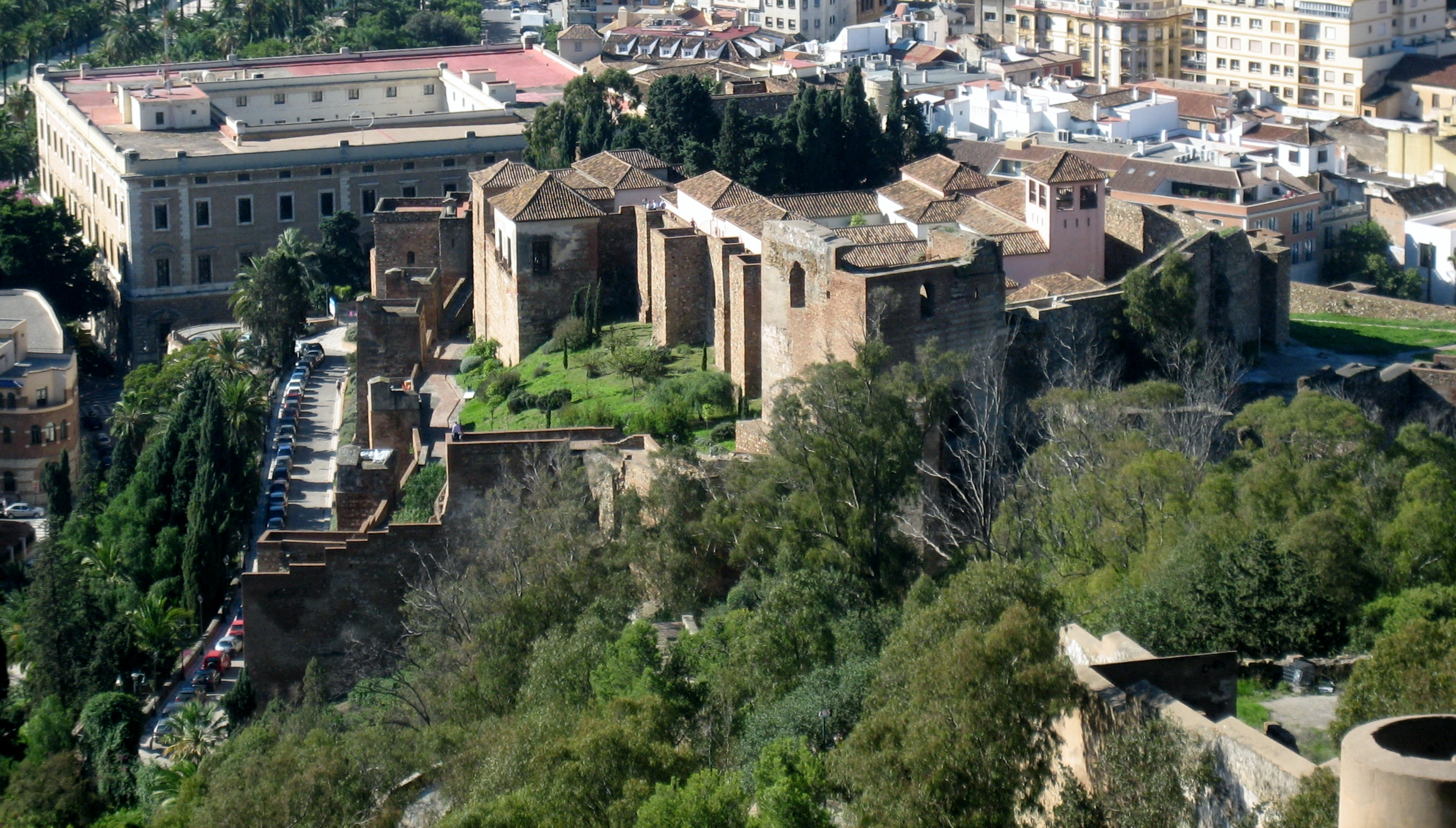
Фортеця з сусіднього пагорба. Звивистий прохід у внутрішню цитадель видно ліворуч.

Фортеця Малага (ісп. Alcazaba de Málaga) — арабська фортифікаційна споруда в місті Малазі на півдні Іспанії. Заснована в VIII столітті, однак основні будівельні роботи проводилися в середині XI століття для правителів династії Зірідів в Гранаді для місця перебування губернатора. Фортеця вважається найкраще збереженою алькасабою в Іспанії. Поруч зі входом до фортеці знаходяться руїни давньоримського театру датується II століттям, який зараз реставрується. Частину матеріалів для будівництва фортеці було узято саме з римської будови.

## Огляд
Фортеця побудована на пагорбі в центрі міста над портом і складається з двох стін. Раніше фортеця з'єднувалася з міськими стінами, які формували третю захисну стіну, однак сьогодні збереглися тільки дві внутрішні. Перша, побудована по рельєфу пагорба, повністю захищає внутрішню територію і посилена захисними баштами. Вхід знаходиться у воротах Puerta de la Bóveda (Склепінні Ворота). Стулки вхідних воріт закриваються одна на другу, що було спроектовано, щоб утруднити просування атакуючих військ. Дорога петляє по ландшафтних садах, у яких розташовані багато прикрашені фонтани, проходить через ворота Puerta de las Columnas (Колонні Ворота), в будівництві яких використовувалися матеріали з римських руїн, а потім робить різкий поворот у Torre del Cristo (Вежа Христа), що також ускладнювало дії атакуючих. В Torre del Cristo була розташована каплиця.
Внутрішня стіна може бути подолана тільки через Puerta de los Cuartos de Granada (Ворота Гранадських квартир), що здійснюють захист західної частини палацу. З східної частини розташована Torre del Homenaje (Вежа Шанування), яка зараз наполовину зруйнована. Всередині другої стіни знаходиться палац та інші житлові приміщення, побудовані в три етапи XI, XIII і XIV століттях і включають в себе Cuartos de Granada (Гранадські квартири), де жили губернатори. Сьогодні тут також знаходиться археологічний музей.
У 1487 році Фердинанд і Ізабелла захопили місто після тривалої облоги і підняли свій прапор над Torre del Homenaje у внутрішній цитаделі.